# Nimen'ga
La Nimen'ga (in russo Нименьга?) è un fiume della Russia europea settentrionale. Scorre nel rajon Onežskij rajon dell'oblast' di Arcangelo. 
Il fiume ha origine sulle pendici settentrionali dai rilievi Vetrenyj pojas e scorre prevalentemente in direzione settentrionale. La foce del fiume si trova sulla costa Pomorskij (Поморский берег) della baia dell'Onega (Mar Bianco). Ha una lunghezza di 97 km e il suo bacino è di 1 210 km².